# Бряза (комуна, Сучава)
Бряза (рум. Breaza) — комуна у повіті Сучава в Румунії. До складу комуни входять такі села (дані про населення за 2002 рік):
- Бряза (1159 осіб)
- Бряза-де-Сус (333 особи)
- Пириу-Негрей (198 осіб)

Комуна розташована на відстані 359 км на північ від Бухареста, 69 км на захід від Сучави.

## Населення
За даними перепису населення 2002 року у комуні проживали 1690 осіб, усі — румуни. Усі жителі комуни рідною мовою назвали румунську. Внаслідок румунізації кардинально змінився національний склад комуни в порівнянні з 1930 роком (60,03% українців, 5,95% євреїв, 1,08 росіян, 0,7% німців, 0,06% поляків і 32,13% румунів).
Склад населення комуни за віросповіданням:
| Релігія       | Кількість осіб | Відсоток |
| ------------- | -------------- | -------- |
| православні   | 1675           | 99,1%    |
| адвентисти    | 12             | 0,7%     |
| п'ятдесятники | 3              | 0,2%     |

## Зовнішні посилання
- Дані про комуну Бряза на сайті Ghidul Primăriilor [Архівовано 15 травня 2012 у Wayback Machine.]